# Bạch Pha Hoàn Tuyền
Thiền sư Bạch Pha Hoàn Tuyền (kr: 백파긍선 Baekpa Geungseon, zh: 白坡亘璇,1767-1852), một trong những vị Thiền sư và bậc thầy về Thiền định vĩ đại nhất của Hàn Quốc. Sư cũng là một vị luận sư về tư tưởng triết lý Hoa Nghiêm Tông xuất sắc, đời sau còn nhớ đến sư qua cuộc tranh luận lớn về truyền thống Thiền Tông với Thiền sư Thảo Y(Choui).

## Tiểu sử
Sư sinh năm 1767 tại Mujang-hyeon, tỉnh Jeolla-do. Đến năm 11 tuổi, sư rời khỏi nhà và đến xuất gia tại chùa Seoneunsa. Sư từng đến am Yeongwonam tu tập và được Thiền sư Seolpa Sangeon truyền dạy các thiền lý của Thiền Tông. Sau đó, sư đến Cưu Nham Tự(kr: Guamsa) trên núi Yeonggusan tham Thiền và đại ngộ, được thiền sư Seolbong truyền pháp nối dòng Thiền phái Tào Khê.
Sau nhiều năm chuyên tâm tu tập, sư bắt đầu thuyết pháp và đào tạo môn đệ trong 20 năm sau đó. Mỗi nơi sư đến thuyết pháp đều có hàng trăm tăng ni, cư sĩ khắp nơi đổ về nghe pháp.
Năm 1815, khi 48 tuổi. Sư từ bỏ việc hoằng pháp và quay lại núi tiếp tục tu luyện và cư ngụ tại nhiều ngôi chùa khác nhau.
Năm 55 tuổi, cùng với các bạn đồng tu của mình- những người có chí hướng và quyết tâm tu Thiền trọn đời, sư thành lập Cộng đồng Tĩnh Tâm Thiền Định và Trí Tuệ. Sau đó sư dạy Thiền định tại chùa Unmunsa ở Chungcheong-do và trở nên nổi tiếng là một Thiền sư vĩ đại ở tỉnh Jeolla-do.
Năm 1826, sư viết cuốn Thiền Văn Thủ Cảnh(kr: Seonmun sugyeong) nhằm trình bày các lý luận cũng như phương pháp thực hành Thiền Tông và chính cuốn sách này đã tạo nên cuộc tranh luận triết học lớn nhất thời bấy giờ.
Năm 1830, sư trở lại Cưu Nham Tự và tiếp tục các bài thuyết pháp về Thiền cũng như hướng dẫn tu tập cho các môn đệ của mình.
Năm 1840, sư đến trụ trì tại Hoa Nghiêm Tự (Hwaeomsa) và tiếp tục công cuộc hoằng pháp.
Năm 1852, sư an nhiên tọa Thiền thị tịch. Sau khi sư tịch, Kim Jeonghui-Học sĩ Nho Giáo nổi tiếng dưới triều đại Joseon soạn bia ghi lại đạo nghiệp và công lao của sư đối với Thiền tông và Phật giáo Triều Tiên. Kim Jeong-hui ca ngợi sư là một vị đại thiền sư thông suốt cả về Thiền lẫn Giáo.